# Araneus triguttatus
Araneus triguttatus este o specie de păianjeni din genul Araneus, familia Araneidae. A fost descrisă pentru prima dată de Fabricius, 1793. Conform Catalogue of Life specia Araneus triguttatus nu are subspecii cunoscute.